# Championnat du Brésil de football de deuxième division 2006
Navigation
Serie B 2005 Serie B 2007
La saison 2006 de Série B est la vingt-sixième édition du championnat du Brésil de football de deuxième division, qui constitue le deuxième échelon national du football brésilien. 

## Compétition
Cette année 20 équipes participent au championnat, en fin de saison les quatre premiers sont promus en  championnat du Brésil 2007 et les quatre derniers sont relégués en Serie C.
Pour la première fois le championnat se déroule sous forme de poule unique où les équipes se rencontrent deux fois.

### Classement
| Rang | Équipe               | Pts  | J  | G  | N  | P  | Bp | Bc | Diff |
| ---- | -------------------- | ---- | -- | -- | -- | -- | -- | -- | ---- |
| 1    | Atlético Mineiro R   | 71   | 38 | 20 | 11 | 7  | 70 | 39 | +31  |
| 2    | Sport Club do Recife | 64   | 38 | 18 | 10 | 10 | 57 | 37 | +20  |
| 3    | Clube Náutico        | 64   | 38 | 18 | 10 | 10 | 64 | 48 | +16  |
| 4    | América (Natal) P    | 61   | 38 | 19 | 4  | 15 | 59 | 51 | +8   |
| 5    | Paulista             | 61   | 38 | 17 | 10 | 11 | 72 | 51 | +21  |
| 6    | Coritiba R           | 59   | 38 | 16 | 11 | 11 | 64 | 51 | +13  |
| 7    | Santo André          | 56   | 38 | 14 | 14 | 10 | 47 | 45 | +2   |
| 8    | Brasiliense R        | 53   | 38 | 15 | 8  | 15 | 66 | 51 | +15  |
| 9    | Marília              | 50   | 38 | 13 | 11 | 14 | 58 | 58 | 0    |
| 10   | Ituano               | 50   | 38 | 12 | 14 | 12 | 49 | 48 | +1   |
| 11   | SE Gama              | 48   | 38 | 14 | 6  | 18 | 52 | 62 | -10  |
| 12   | Clube do Remo P      | 46   | 38 | 13 | 7  | 18 | 50 | 60 | -10  |
| 13   | Avaí                 | 46   | 38 | 12 | 10 | 16 | 36 | 51 | -15  |
| 14   | Portuguesa           | 45   | 38 | 11 | 12 | 15 | 47 | 58 | -11  |
| 15   | Ceará                | 45   | 38 | 10 | 15 | 13 | 39 | 35 | +4   |
| 16   | CRB                  | 44   | 38 | 12 | 8  | 18 | 61 | 67 | -6   |
| 17   | Paysandu R           | 44   | 38 | 12 | 8  | 18 | 51 | 70 | -19  |
| 18   | Guarani              | 44-3 | 38 | 11 | 14 | 13 | 53 | 61 | -8   |
| 19   | São Raimundo         | 43   | 38 | 11 | 10 | 17 | 42 | 59 | -17  |
| 20   | Vila Nova            | 42   | 38 | 11 | 9  | 18 | 45 | 68 | -23  |

| Légende : Qualifications et relégation | Légende : Qualifications et relégation      |
| -------------------------------------- | ------------------------------------------- |
|                                        | Promotion en Serie A                        |
|                                        | Relégation en Série C                       |
|                                        | R : Relégué de Série A P : Promu de Série C |

- Guarani a une pénalité de trois points demandée par la FIFA pour irrégularités lors de la procédure de transfert d'un joueur.

- Atlético Mineiro gagne son premier titre de champion de deuxième division[1] et est promu en championnat du Brésil 2007.